# 永徳県
永徳県（えいとく-けん）は中華人民共和国雲南省臨滄市に位置する県で、国家級貧困県に指定されていた。

## 地理
本県の北東部は、鳳慶県、東部は雲県、南東部から南部は耿馬タイ族ワ族自治県、西部は鎮康県、北西部は保山市施甸県、北部を保山市昌寧県と接している。

## 歴史
- 1952年に保山専区鎮康県が成立。
- 鎮康県の一部が分県し、1963年に永徳県が設置される。

## 行政区画
下部に3鎮、5郷、2民族郷を管轄する。
- 鎮
  - 徳党鎮、小勐統鎮、永康鎮
- 郷
  - 勐板郷、亜練郷、班卡郷、崇崗郷、大山郷
- 民族郷
  - 烏木竜イ族郷、大雪山イ族ラフ族タイ族郷

## 交通
- 国道
  -  G219国道
- 省道
  -  331省道
  -  238省道

## 健康・医療・衛生
- 永徳県紅十字会
- 永徳県婦幼保健院